# کفاش (فیلم)
کفاش (انگلیسی: Shoemaker) فیلمی در ژانر درام است که در سال ۱۹۹۶ منتشر شد. این فیلم نخستین بار در جشنواره بین‌المللی فیلم تورنتو ۱۹۹۶ به نمایش درآمد، و فیلم در کانادا و آلمان در سال ۱۹۹۷ اکران شد.